# アオヤガラ
アオヤガラ(青矢柄、学名:Fistularia commersonii)は、トゲウオ目ヤガラ科に属する海水魚である。暗青色の特徴的な細長い体をもち最大で体長1.6 mに達する大型魚であり、その細長い吻を用いて獲物の小魚や甲殻類を吸い込んで捕食する。インド洋と太平洋の熱帯域・亜熱帯域に広く生息し、近年ではスエズ運河を通じて地中海へも生息域を急速に広げている。日本でも南日本の沿岸域を中心にみられる。日本では少数が漁獲され、煮魚や焼き魚として食されるが、味は近縁の高級魚アカヤガラと比べると劣るとされる。

## 分類
アオヤガラはトゲウオ目ヤガラ科に含まれる唯一の属、ヤガラ属（Fistularia）に分類される。
本種は1838年にドイツの博物学者エドゥアルト・リュッペルによって紅海から得られた個体をタイプ標本として初記載され、Fistularia commersoniiという学名を与えられた。これが現在に至るまで有効な学名となっている。なお、種小名のcommersoniiは、フランスの植物学者フィリベール・コメルソンに献名されたものである。ドイツの魚類学者アルベルト・ギュンターが1880年に記載したFistularia depressaという種も、現在では本種と同種とみなされ、この学名は本種の無効なシノニムとなっている。

## 形態

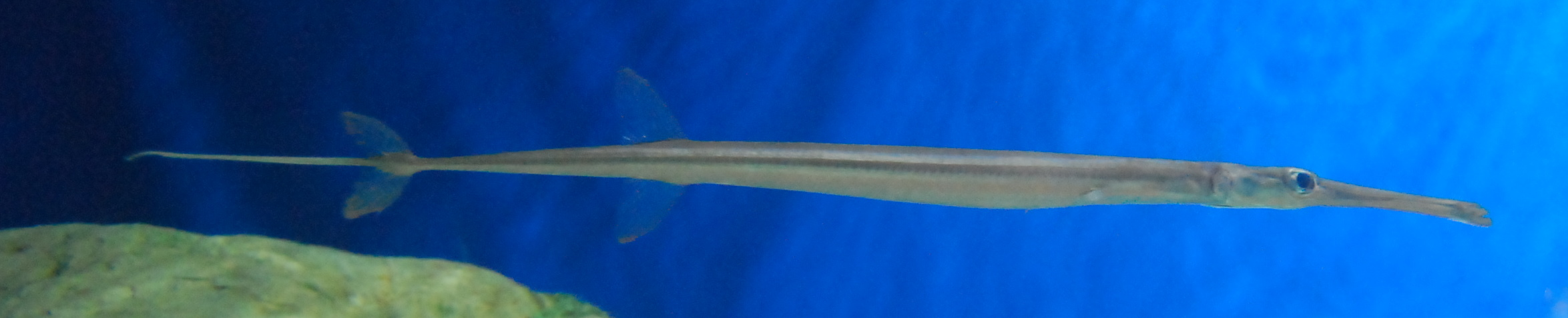
アオヤガラの幼魚。

アオヤガラは最大で標準体長1.6 mに達する大型魚である。ただし、よくみられるのは標準体長1.0 mほどの個体である。著しく細長く、円筒形で縦扁した体型を持ち、吻は細長い筒状になる。背鰭、臀鰭ともに棘条はなく、背鰭は14-17軟条、臀鰭は14-16軟条からなる。椎骨数は83-86である。尾鰭の中央軟条は伸長するが、吻よりは短い。背鰭前方と肛門前方の正中線上に鱗はなく、この領域に鱗を持つ同属のアカヤガラとはこの点で識別が可能である。なおアカヤガラは赤色の体色を持つ点でも区別でき、また本種の方がアカヤガラよりやや小型である。
生時の体色は灰色から緑色がかった暗青色で、腹側にかけて銀白色になる。夜間や餌を狙う時には暗色の横帯が出ることもある。背側に青い斑点がみられることもある。背鰭と臀鰭は橙色で、基底部にかけて透明になる。尾鰭の伸長部は白色である。

## 分布
本種はインド洋および太平洋の熱帯・亜熱帯域に広く生息し、生息域は西は紅海、北は日本、東はアメリカ西海岸まで広がっている。2000年には、本種が地中海から初めて報告された。以来、本種は地中海においても生息域を広げているとみられ、いくつかの地域では定着を果たしている。これは紅海からスエズ運河を通じた拡散（レセップス移動、スエズ運河#環境への影響を参照）の結果だと考えられている。本種は地中海における生息域を急速に拡大しており、2000年の初報告はイスラエル沖でのものだったが、地中海西部では2013年にスペイン南岸で、北部では2007年にリオン湾で生息が確認されている。2012年の研究で、地中海における本種の遺伝的多様性は紅海の個体群と比べても低い事がわかった。このことは地中海集団がもとは少数の個体に由来することを示しており、スエズ運河を通じた本種の地中海への侵入は一度しか起こっておらず、その時の子孫が地中海全体に広がっているという可能性が示唆された。
日本においては南日本を中心にしながら北海道以南の沿岸域で見られる普通種で、伊豆諸島、小笠原諸島、琉球列島にも生息する。

## 生態
水深0-132 mの沿岸浅所に生息し、サンゴ礁や岩礁の近くでよく見られる。
基本的に単独で行動する肉食魚で、小魚や甲殻類、イカなどを筒状の口で吸い込み捕食する。口永良部島で行われた研究によれば、標準体長50 cm以下の小型個体はサンゴ礁や岩礁域でキュウセンなどのベラ類をはじめとした小魚を捕食するが、それより大型になるとキビナゴやマアジなどの浮き魚も捕食するようになるという。また、食物の大半は魚類で、残りの僅かをアミなどの甲殻類が占めていた。捕食行動の様式も成長に従って、あるいは捕食対象によって変化する。多くの場合本種は、獲物に気付かれないようにゆっくりと近づいたのち、素早く捕食を行う。しかし大型個体においては、時として他個体と協力しながら、速い速度で泳いで浮き魚の群れを追跡するような捕食行動をとることもある。本種に寄生する寄生虫として、カイアシ類ウオジラミ属のヤガラウオジラミ（Caligus fistulariae）が知られている。
卵生で、卵径1.5-2.1 mmの浮性卵を産む。孵化直後の仔魚は全長6-7 mm程度である。

## 人間との関係
本種は漁業の対象種であるが、商業的価値はそれほど高くない。観賞魚として流通することもある。日本では沿岸の定置網、地引網などで少数が漁獲される。肉は淡白で煮魚や塩焼きなどにするが、同属で高級魚として流通するアカヤガラと比べると味は劣るとされる。